# Jan Paul Hinrichs
Johan Paul Hinrichs (’s-Gravenhage, 1956) is een Nederlands auteur, slavist en vertaler.
Jan Paul Hinrichs studeerde Slavische taal- en letterkunde met als bijvak Italiaans aan de universiteiten van Leiden (1975–1981) en Sofia (1979–1980). Hij is een kleinzoon van de kunstenaar en galeriehouder Johan D. Scherft.

## Werk

### Auteur
Jan Paul Hinrichs debuteerde als student met proza, maar ontwikkelde zich spoedig richting non-fictie. Hij is onder meer auteur van Vader van de slavistiek (2005), een biografie van de slavist Nicolaas van Wijk (1880–1941), en literair-historische essaybundels over de steden Lviv (2008), Odesa (2011), Riga (2017) en Sofia (2019). Daarnaast publiceerde hij De poëzie van een enclave (2017), een essay over zijn toenmalige woonplaats Oegstgeest als thema in de Nederlandse literatuur. In De laatste landheer (2020) bundelde hij twaalf opstellen uit de jaren 1987–2020 over de Russische schrijver Ivan Boenin. 
In het autobiografische relaas Senhor Valério (2011; 2de druk 2016) beschrijft Jan Paul Hinrichs hoe een korte ontmoeting met de Russische vertaler Jevgeni Vitkovski (1950–2020) in Moskou in 1978 hem in contact bracht met de in Rio de Janeiro woonachtige Russische dichter Valeri Perelesjin. Ook de bundel Brief uit Vidin (2015) bevat autobiografische stukken die teruggaan op ervaringen in de Slavische wereld, zoals het verslag van een wandeltocht langs Bulgaarse kloosters.   
Boeken van Jan Paul Hinrichs zijn vertaald in het Engels, Duits, Italiaans, Russisch en Oekraïens. Voor de Oekraïense vertaling van zijn boek over Odesa kreeg hij in 2011 de Konstantin Paustovskij-prijs van de stad Odesa. 
Jan Paul Hinrichs was recensent voor NRC Handelsblad (1991) en Vrij Nederland (1992–1999). Sinds 2014 (jrg. 19/2) recenseert hij in de rubriek ‘Schoon & haaks’ publicaties van kleine uitgevers voor De Parelduiker, een literair tijdschrift waaraan hij meewerkt sinds het eerste nummer in 1996. Daarvoor was hij vast medewerker van Het Oog in ’t Zeil. Hij publiceerde ook o.a. in Hollands Maandblad, De Gids, Tirade, De Tweede Ronde, Bzzlletin, Passage en Elders literair.
Jan Paul Hinrichs publiceert ook over Nederlandse kunstgeschiedenis, onder andere artikelen over de biografie van Jacob van Ruisdael. Een van deze artikelen verscheen in het tijdschrift Oud Holland (2013/1). Ook schreef hij Bremmerianen (2024), een boek over Julie de Graag en andere kunstenaressen uit haar kring. 

### Slavist
Als slavist schreef Jan Paul Hinrichs onder andere boeken en artikelen op het gebied van de Bulgaarse en Russische taal- en letterkunde en de geschiedenis van de slavistiek en de taalkunde. Hij publiceerde artikelen in diverse bundels en tijdschriften, waaronder Language, International Journal of Slavic Poetics and Linguistics, Palaeobulgarica, Russian Studies: Ežekvartalnik russkoj filologii i kul’tury en International Journal of Basque Linguistics and Philology.

### Vertaler
Jan Paul Hinrichs vertaalde proza en poëzie uit het Russisch, Bulgaars en Lets, onder meer van de Russen Daniil Charms, Vladislav Chodasevitsj, Valeri Perelesjin, Ivan Boenin, Don-Aminado en Michail Koezmin en de Bulgaren Atanas Daltsjev en Nikolaj Kuntsjev.